# دومنیک ابونادر
دومنیک ابونادر (به انگلیسی: Domenic Abounader؛ زادهٔ ۱۱ مارس ۱۹۹۵) کشتی‌گیر کشور لبنان است.
از افتخارات وی می‌توان به کسب مدال نقره بازی‌های آسیایی ۲۰۱۸ اشاره کرد.